# すぐる食品
すぐる食品株式会社（すぐるしょくひん、英文名称SUGURU CO.,LTD.）は、卵焼きやオムレツなど卵料理の業務用冷凍食品を製造・販売する企業。

## 沿革
- 1960年1月 - 鶏卵卸販売業、遠州屋創業
- 1963年4月 - 鶏卵の加工販売開始
- 1969年2月 - 株式会社化、すぐる食品株式会社設立

## 事業所
- 本社・東京営業所 - 〒152-0034 東京都目黒区緑が丘2-7-7
- 北海道営業所・深川工場 - 〒074-1271 北海道深川市広里町4-1-50
- 中標津工場 - 〒086-1137 北海道標津郡中標津町俵橋1368-19
- 仙台営業所 - 〒981-1104 宮城県仙台市太白区中田3-9-18
- 新潟工場 -  〒959-3902 新潟県村上市中浜1008-17
- 浜松営業所・浜松工場 - 〒432-8057 静岡県浜松市中央区堤町850
- 浜松物流センター - 〒431-0202 静岡県浜松市中央区坪井町4776
- 大阪営業所 - 〒564-0043 大阪府吹田市南吹田5-15-18
- 福岡営業所 - 〒813-0025 福岡県福岡市東区青葉1-1-14

## 事故米穀使用に関する対応
2008年9月22日、同社が製造した冷凍食品に添加された、島田化学工業が製造し静岡県内の卸業者から納入した米澱粉に、カビが発生した事故米穀が使われていたおそれがあることを公表。オムレツや厚焼き卵などが栃木、山梨、長野、岐阜、静岡、大阪、兵庫、鳥取、香川、高知、大分の11府県で学校や保育園、病院の給食として供給されたことが判明した。同社はコンプライアンスの観点からいち早く公表に踏み切ったが、風評被害もあり、大幅な減収を計上することとなった。このため、同年10月16日、島田化学工業に対し7億6400万円の損害賠償を求め提訴した。米澱粉はコーンスターチより高価であるが、食感保持の効果が高いため添加されていた。同年10月23日、再調査の結果米由来原材料には非食用米は使われていないことが確認され、安全宣言が出されている。